# Jon García Herrero
Jon García Herrero (Bilbao, Biscaia, 4 de juny de 1991) és un futbolista professional basc que juga com a defensa per l'Albacete Balompié.

## Carrera de club
García es va formar al planter de l'Athletic Club i va debutar com a sènior amb el filial la termporada 2009–10 a Tercera Divisió. El juny de 2011 fou promocionat al Bilbao Athletic, que competia a Segona Divisió B.
El 26 de maig de 2014, García fou descartat pels lleons i va marxar al CD Lugo, de Segona Divisió, el 7 de juliol. Va debutar com a professional l'11 de setembre, com a titular en una victòria per 1–0 a casa contra l'AD Alcorcón a la Copa del Rei. Va jugar el seu primer partit a Segona Divisió el 18 d'octubre, jugant els 90 minuts en una derrota per 0–1 a fora contra el Deportivo Alavés.
El febrer de 2015, García va patir una lesió de lligament encreuat anterior, i fou operat amb èxit el mes següent.